# Fourniera funebris
Fourniera funebris là một loài dương xỉ trong họ Cyatheaceae. Loài này được Fourn. mô tả khoa học đầu tiên năm 1876.
Danh pháp khoa học của loài này chưa được làm sáng tỏ. 